# Emili Recte
|  | Aquest article tracta sobre el governador romà. Vegeu-ne altres significats a «Recte». |

Emili Recte (en llatí: Aemilius Rectus) va ser un governador romà del segle i.
Va governar Egipte uns dos anys, del 15 al 16, en el temps de Tiberi. En una ocasió va enviar a l'emperador una gran quantitat de diners, més dels demanats, i l'emperador li va tornar a escriure dient que ell no volia afaitar, sinó esquilar les seves ovelles, segons comenten Dió Cassi i Suetoni. Va succeir a Luci Estrabó i el va substituir Gai Vitrasi Pol·lió.